# Josef Rýpar
Josef Rýpar (* 15. července 1993, Černotín) je český florbalový univerzál, reprezentant, mistr Česka ze sezóny 2018/2019 a vicemistr světa z roku 2022. Ve florbalových soutěžích Česka a Švédska hraje od roku 2010.

## Klubová kariéra
Rýpar hrál až do 14 let fotbal. S florbalem začal v klubu FbC Orel Hranice, za který od roku 2010 ještě v juniorském věku začal hrál za muže v regionální lize. V roce 2012 přestoupil do týmu 1. FBK Rožnov p/R, se kterým v první sezóně postoupil do 1. ligy, a v ní v dalším ročníku i do play-off. Po sezóně 2014/2015, která byla pro Rožnov nejúspěšnější v historii a Rýpar byl jejím nejproduktivnějším hráčem, odešel do oddílu 1. SC Vítkovice.
Ve Vítkovicích patřil k nejúspěšnějším útočníkům. V letech 2016 a 2018 s nimi získal nejprve dvě stříbra. V sezóně 2018/2019 vybojovali i mistrovský titul, ke kterému přispěl v superfinále asistencí.
V roce 2020 přestoupil do Švédské Superligy do klubu Linköping IBK, kde již šestým rokem hrál kapitán reprezentace Matěj Jendrišák. V týmu nahradil na pozici obránce dalšího reprezentačního spoluhráče Ondřeje Němečka. K roku 2024 odehrál za Linköping čtyři sezóny. S týmem vždy skončili ve čtvrtfinále, největším úspěchem bylo čtvrté místo v základní části v sezóně 2020/2021.

## Reprezentační kariéra
V reprezentaci Rýpar nastoupil poprvé v roce 2016 na Euro Floorball Tour (EFT). Na jeho prvním mistrovství světa hrál v roce 2018.

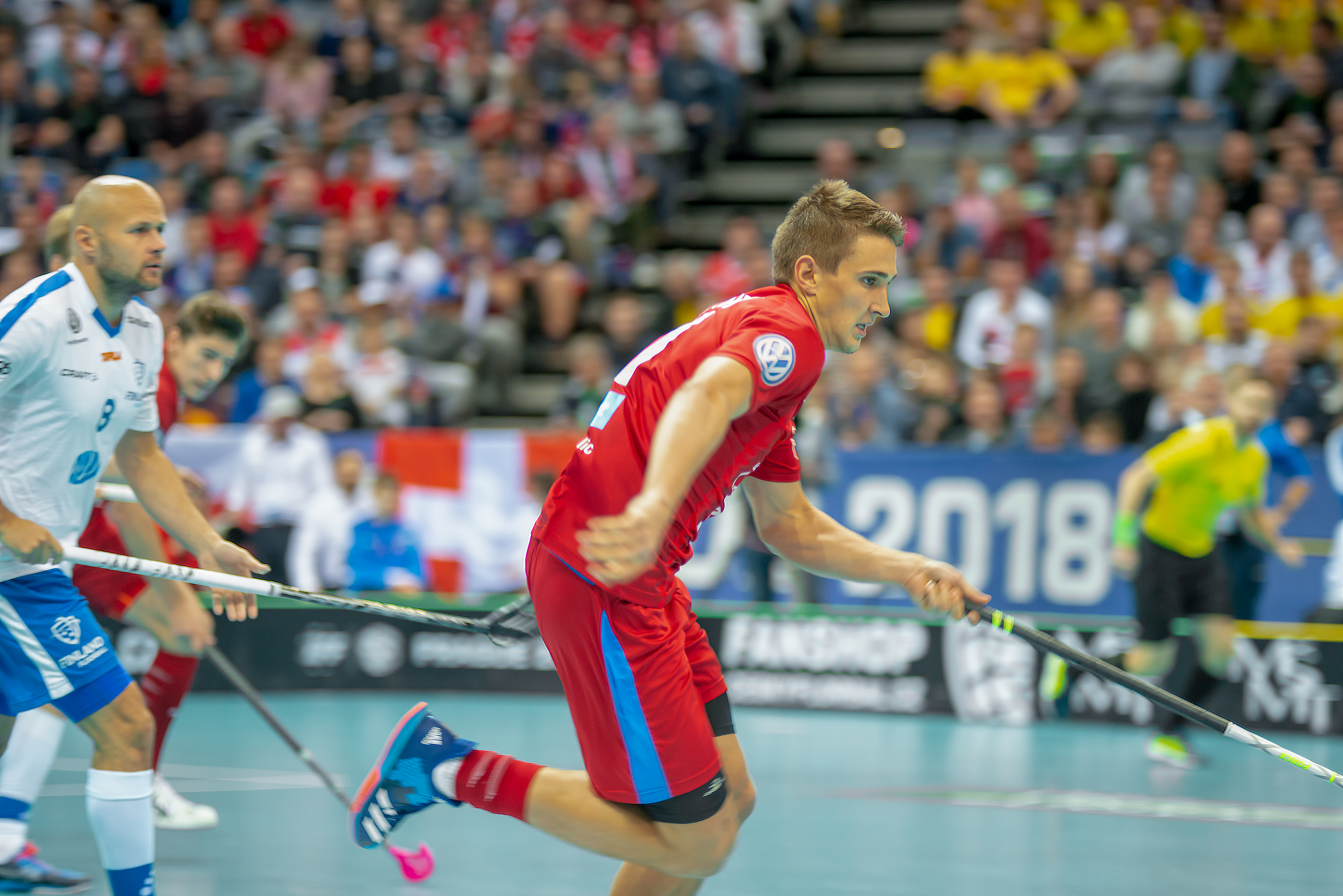
Josef Rýpar v semifinále proti Finsku na Mistrovství světa 2018

Na EFT v říjnu 2021 pomohl dvěma asistencemi ke druhé české porážce Švédska v historii. Na odloženém šampionátu 2020 vybojoval s českým týmem bronz, první medaili po sedmi letech, ke které přispěl gólem v zápase o třetí místo. Na Světových hrách 2022 ve vítězném zápase o bronz vstřelil góly dva. Na EFT v září 2022 potřetí porazili Švédsko, poté co Rýpar proměnil rozhodující nájezd. Celý turnaj pak podruhé v historii vyhráli. Na následném mistrovství 2022 získali po 18 letech druhou stříbrnou medaili.

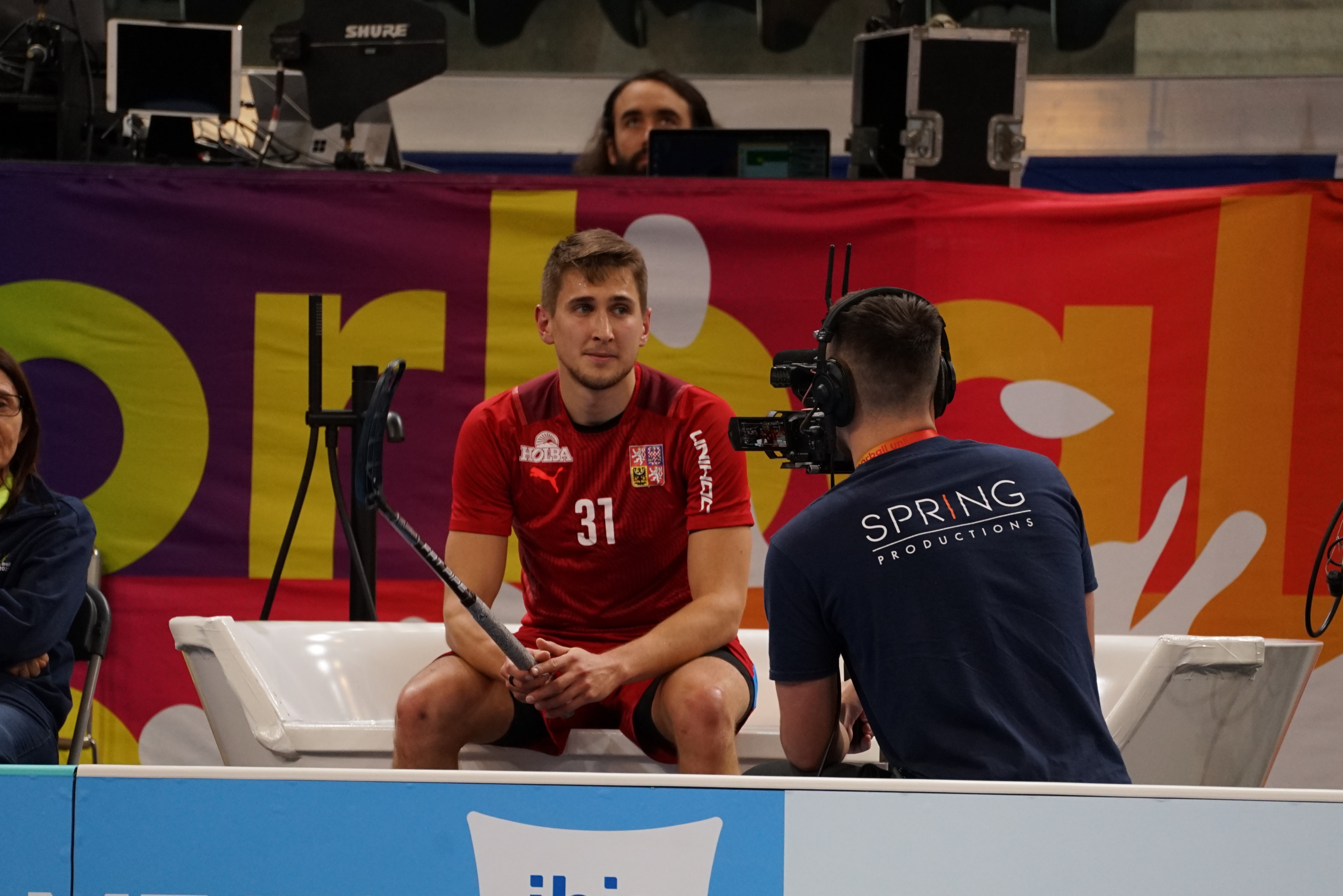
Josef Rýpar na trestné lavici ve čtvrtfinále proti Slovensku na Mistrovství světa 2022

V roce 2023 při absenci Ondřeje Němečka na Turnaji čtyř zemí byl dočasně kapitánem reprezentace. Na světovém šampionátu v roce 2024 proměnil trestné střílení ve vítězném zápase o bronz.
| Umístění | Soutěž                             |
| -------- | ---------------------------------- |
| 4.       | Mistrovství světa ve florbale 2018 |
|          | Mistrovství světa ve florbale 2020 |
|          | Florbal na Světových hrách 2022    |
|          | Mistrovství světa ve florbale 2022 |
|          | Mistrovství světa ve florbale 2024 |